# 오리엔트 특급 살인 (1974년 영화)
《오리엔트 특급 살인》(Murder on the Orient Express)은 애거사 크리스티의 동명 소설을 원작으로 하는 1974년의 미스터리 영화이다. 앨버트 피니, 로런 버콜, 숀 코너리, 잉그리드 버그먼 등의 호화 캐스팅으로 화제를 모았으며 흥행에도 성공했다. 제74회 아카데미 영화제에서 6개 부문에 지명되어 잉그리드 버그먼이 여우조연상을 수상했다.

## 출연진
- 앨버트 피니 : 에르퀼 푸아로 역
- 리처드 위드마크 : 새뮤얼 래칫 역
- 앤서니 퍼킨스 : 헥터 매퀸 역
- 존 길구드 : 에드워드 베도스 역(원작의 에드워드 헨리 마스터먼)
- 버네사 레드그레이브 : 메리 데버넘 역
- 숀 코너리 : 아버스넛 대령 역
- 웬디 힐러 : 나탈리아 드라고미로프 공작부인 역
- 레이철 로버츠 : 힐데가르트 슈미트 역
- 로런 버콜 : 해리엇 벌린다 허버드 부인 역
- 잉그리드 버그먼 : 그레타 올손 역
- 마이클 요크 : 안드레니 루돌프 백작 역
- 재클린 비셋 : 안드레니 엘레나 백작부인 역
- 장피에르 카셀 : 피에르 폴 미셸 역
- 마틴 발삼 : 비앙키 역(원작의 부크)

## 한국판 성우진

### KBS 재더빙 (1997년 7월 30일)
- 주호성 - 포와로(앨버트 피니)
- 이선영 - 데버넘(버네사 레드그레이브)
- 장유진 - 그레타(잉그리드 버그먼)
- 유강진 - 애버스넛(숀 코너리)
- 김세한 - 매퀸(앤서니 퍼킨스)
- 최흘 - 비앙키(마틴 발삼)
- 박민아 - 드라고미로프(웬디 힐러)
- 임종국 - 베도스(존 길구드)
- 김정희 - 허버드 부인(로런 버콜)
- 안종국 - 래칫(리처드 위드마크)
- 김정호 - 의사
- 설영범 - 피에르(장피에르 카셀)
- 최옥희 - 힐데가르트(레이철 로버츠)
- 장호비 - 백작(마이클 요크)
- 배정미 - 백작부인(재클린 비셋)

## 같이 보기
- 오리엔트 특급 살인: 2017년 영화.